# Причинность по Грейнджеру
Причинность по Грейнджеру (англ. Granger causality) — понятие, используемое в эконометрике (анализе временных рядов), формализующее понятие причинно-следственной связи между временными рядами. Причинность по Грейнджеру является необходимым, но не достаточным условием причинно-следственной связи.
Понятие и процедура проверки предложены Грейнджером в 1969 году. Основной посылкой Грейнджера было то, что будущее не может быть причиной настоящего или прошлого, то есть причина как минимум должна предшествовать следствию. Однако известно, что сам факт предшествования ничего не говорит о наличии причинно-следственной связи. Важно, чтобы предшествующие значения «причины» оказывали ощутимое влияние на будущие значения «следствия» и притом прошлые значения «следствия» не оказывали существенного влияния на будущие значения «причины».

## Формальное определение
В определении рассматривается некоторый процесс {\displaystyle y_{t}} (в том числе это может быть многомерный процесс) и информационное множество {\displaystyle I_{t}}, представляющее всю доступную до момента времени {\displaystyle t} информацию, притом в это информационное множество входит в том числе информация о некотором другом процессе (тоже возможно многомерном) {\displaystyle x_{t}}. Информационное множество без информации о процессе {\displaystyle x_{t}} до момента времени {\displaystyle t} — {\displaystyle I_{t}^{*}}. Тогда {\displaystyle x} является причиной по Грейнджеру для {\displaystyle y}, если {\displaystyle E(y_{t+1}|I_{t})\not =E(y_{t+1}|I_{t}^{*})}. В противном случае, {\displaystyle x} не является причиной по Грейнджеру для {\displaystyle y}.

## Связь с экзогенностью
Сильная экзогенность: факторы являются сильно экзогенными для данных параметров, если они слабо экзогенны для них, и объясняемая переменная не является причиной по Грейнджеру для этих факторов.

## Тестирование
Грейнджер в 1969 году также предложил процедуру проверки причинности (тест Грейнджера на причинность, основанную на регрессии переменных на свои прошлые значения и прошлые значения предполагаемой «причины» и проверке гипотезы об одновременном равенстве нулю коэффициентов при прошлых значениях «причины». Если гипотеза не отвергается, то не признается наличие причинности по Грейнджеру. Одновременно с этим, проверяется обратная модель, когда вместо «причины» используется «следствие» и наоборот. Результаты теста зависят от количества используемых лагов.
Симс в 1972 году предложил другой тест на причинность по Грейнджеру. Суть теста заключается в построении регрессии одной переменной ({\displaystyle y}) на прошлые, текущие и будущие значения другой переменной {\displaystyle x} и проверке гипотезы о одновременном равенстве нулю коэффициентов при будущих значениях. Если гипотеза принимается, то это означает, что знание будущих значений {\displaystyle x} не улучшает прогноза {\displaystyle y}.
Эконометрически данные тесты неэквивалентны, но по существу проверяют одно и то же.